# Volley-ball aux Jeux africains de 2007
La compétition de volley-ball aux Jeux africains a eu lieu à Alger, en Algérie, du 14 au 22 juillet 2007.

## Épreuve masculine

### Équipes
| Groupe A                                                           | Groupe B                                                     |
| ------------------------------------------------------------------ | ------------------------------------------------------------ |
| - Algérie - Kenya - Afrique du Sud - Seychelles - RD Congo - Ghana | - Égypte - Tunisie - Cameroun - Nigeria - Botswana - Sénégal |

### Groupe A
|    | Équipe         | Points | G | W | L | PW | PL | Ratio | SW | SL | Ratio  |
| -- | -------------- | ------ | - | - | - | -- | -- | ----- | -- | -- | ------ |
| 1. | Algérie        | 10     | 5 | 5 | 0 |    |    | 1.428 | 15 | 1  | 15.000 |
| 2. | Kenya          | 9      | 5 | 4 | 1 |    |    | 1.116 | 12 | 3  | 4.000  |
| 3. | Afrique du Sud | 8      | 5 | 3 | 2 |    |    | 1.010 | 9  | 9  | 1.000  |
| 4. | Seychelles     | 6      | 5 | 1 | 4 |    |    | 0.951 | 6  | 13 | 0.462  |
| 5. | RD Congo       | 6      | 5 | 1 | 4 |    |    | 0.869 | 5  | 12 | 0.416  |
| 6. | Ghana          | 6      | 5 | 1 | 4 |    |    | 0.797 | 4  | 13 | 0.308  |

### Groupe B
|    | Équipe   | Points | G | W | L | PW | PL | Ratio | SW | SL | Ratio |
| -- | -------- | ------ | - | - | - | -- | -- | ----- | -- | -- | ----- |
| 1. | Tunisie  | 9      | 5 | 4 | 1 |    |    | 1.206 | 13 | 4  | 3.250 |
| 2. | Égypte   | 9      | 5 | 4 | 1 |    |    | 1.199 | 12 | 4  | 3.000 |
| 3. | Cameroun | 9      | 5 | 4 | 1 |    |    | 1.107 | 12 | 5  | 2.400 |
| 4. | Nigeria  | 7      | 5 | 2 | 3 |    |    | 0.995 | 8  | 10 | 0.800 |
| 5. | Sénégal  | 6      | 5 | 1 | 4 |    |    | 0.768 | 3  | 13 | 0.231 |
| 6. | Botswana | 5      | 5 | 0 | 5 |    |    | 0.814 | 3  | 15 | 0.200 |

### Classement 1-4
- 21 juillet — Demi-finales

|         |       |         |                         |  |
| Tunisie | 3 – 1 | Kenya   | 25-19 23-25 29-27 25-18 |  |
| Égypte  | 3 – 1 | Algérie | 25-21 26-24 23-25 25-21 |  |

- 22 juillet — Petite finale

|         |       |       |                               |  |
| Algérie | 3 – 2 | Kenya | 26-24 22-25 23-25 27-25 15-13 |  |

- 22 juillet — Finale

|        |       |         |                         |  |
| Égypte | 3 – 1 | Tunisie | 21-25 25-16 25-20 25-19 |  |

### Classement final
| Place              | Équipe  |
| ------------------ | ------- |
| Médaille d'or      | Égypte  |
| Médaille d'argent  | Tunisie |
| Médaille de bronze | Algérie |
| 4                  | Kenya   |

## Épreuve féminine

### Équipes
| Groupe A                                                              | Groupe B                                                  |
| --------------------------------------------------------------------- | --------------------------------------------------------- |
| - Algérie - Seychelles - Afrique du Sud - Éthiopie - RD Congo - Ghana | - Égypte - Tunisie - Cameroun - Nigeria - Kenya - Sénégal |

### Groupe A
|    | Équipe         | Points | G | W | L | PW | PL | Ratio | SW | SL | Ratio |
| -- | -------------- | ------ | - | - | - | -- | -- | ----- | -- | -- | ----- |
| 1. | Algérie        | 8      | 4 | 4 | 0 |    |    | 1.538 | 12 | 0  | MAX   |
| 2. | Seychelles     | 7      | 4 | 3 | 1 |    |    | 1.082 | 9  | 7  | 1.286 |
| 3. | Afrique du Sud | 6      | 4 | 2 | 2 |    |    | 0.984 | 8  | 7  | 1.143 |
| 4. | Éthiopie       | 5      | 4 | 1 | 3 |    |    | 0.907 | 5  | 9  | 0.555 |
| 5. | Ghana          | 4      | 4 | 0 | 4 |    |    | 0.702 | 1  | 12 | 0.083 |
| 6. | RD Congo       | —      | — | — | — | —  | —  | —     | —  | —  | —     |

### Groupe B
|    | Équipe   | Points | G | W | L | PW | PL | Ratio | SW | SL | Ratio |
| -- | -------- | ------ | - | - | - | -- | -- | ----- | -- | -- | ----- |
| 1. | Cameroun | 9      | 5 | 4 | 1 |    |    | 1.202 | 13 | 5  | 2.600 |
| 2. | Kenya    | 9      | 5 | 4 | 1 |    |    | 1.131 | 13 | 6  | 2.166 |
| 3. | Tunisie  | 8      | 5 | 3 | 2 |    |    | 0.997 | 9  | 7  | 1.286 |
| 4. | Nigeria  | 7      | 5 | 2 | 3 |    |    | 0.961 | 9  | 11 | 0.818 |
| 5. | Égypte   | 7      | 5 | 2 | 3 |    |    | 0.943 | 9  | 10 | 0.900 |
| 6. | Sénégal  | 5      | 5 | 0 | 5 |    |    | 0.798 | 1  | 15 | 0.066 |

### Classement 1-4
- 21 juillet — Demi-finales

|          |       |            |                   |  |
| Cameroun | 3 – 0 | Seychelles | 25-16 25-16 25-18 |  |
| Algérie  | 3 – 0 | Kenya      | 25-23 25-22 25-20 |  |

- 22 juillet — Match pour la 3e place

|       |       |            |                   |  |
| Kenya | 3 – 0 | Seychelles | 25-14 25-19 25-13 |  |

- 22 juillet — Finale

|         |       |          |                         |  |
| Algérie | 3 – 1 | Cameroun | 25-17 25-23 16-25 25-16 |  |

### Classement final
| Place              | Équipe     |
| ------------------ | ---------- |
| Médaille d'or      | Algérie    |
| Médaille d'argent  | Cameroun   |
| Médaille de bronze | Kenya      |
| 4                  | Seychelles |